# Toyota KIKAI
Toyota KIKAI – trzyosobowy samochód koncepcyjny Toyoty, zaprezentowany na Tokyo Motor Show w 2015 roku. Europejska premiera miała miejsce na targach w Genewie w marcu 2016 roku.
KIKAI został tak zaprojektowany, żeby pokazać na zewnątrz wewnętrzne mechanizmy samochodu, takie jak zawieszenie, zbiornik paliwa, układ kierowniczy czy wydechowy, chłodnica, hamulce i elementy pełnego napędu hybrydowego. Odsłonięte części samochodu są umieszczone w aluminiowej ramie pomocniczej. Silnik umieszczony jest między przednią i tylną osią. Przy nogach kierowcy zostało zamontowane okienko pozwalające obserwować ruch kół i zawieszenia oraz przesuwającą się powierzchnię drogi. Przez przednią szybą widoczne są również ruchy drążka kierowniczego.
Napęd hybrydowy składa się z silnika elektrycznego i 4-cylindrowego silnika 1.5 pracującego w cyklu Atkinsona. Silnik benzynowy jest wyposażony w elektryczną pompę wody, pasek rozrządu o ograniczonym tarciu, kolektor dolotowy wykonany z materiałów kompozytowych oraz kompaktowy kolektor wydechowy.
Samochód ma trzy miejsca siedzące. Fotel kierowcy został umiejscowiony centralnie, zaś w drugim rzędzie znajdują się dwa fotele pasażerów. Taki układ ma służyć lepszej komunikacji między osobami znajdującymi się w samochodzie.